# Женіський сільський округ
Жені́ський сільський округ (каз. Жеңіс ауылдық округі, рос. Женисский сельский округ) — адміністративна одиниця у складі Ордабасинського району Туркестанської області Казахстану. Адміністративний центр — село Женіс.
Населення — 2120 осіб (2021; 2387 у 2009, 2180 у 1999, 2003 у 1989).
Станом на 1989 рік існувала Женіська сільська рада (села Женіс, Цілина) у складі Ариського району.

## Склад
До складу округу входять такі населені пункти:
| Населений пункт | Колишні назви | Населення, осіб (1989) | Населення, осіб (1999) | Населення, осіб (2009) | Населення, осіб (2021) |
| --------------- | ------------- | ---------------------- | ---------------------- | ---------------------- | ---------------------- |
| Діхан, село     | Цілина        | 176                    | 160                    | 219                    | 105                    |
| Женіс, село     | -             | 1827                   | 2020                   | 2168                   | 2015                   |